# Ouédraogo
Ouédraogo («El semental»), también transcrito como Wedraogo o Ouidiraogo), hijo o nieto del cazador y príncipe malinké en el exilio Riale, y de la princesa guerrera Yennenga, es el legendario fundador del Reino mossi, así como de la ciudad de Tenkodogo, en el siglo XIII. Su hijo Zoungrana le sucedió después de su muerte.

## Etimología
Su nombre es a veces transcrito por Wed Raogo, Wedraogo o Ouidiraogo. Significa «El semental»  o "«caballo macho»  en el idioma local, lo que es, entre otros según Jean-Louis Gouraud, un homenaje al animal que Yennenga montaba cuando conoció a su padre. Su gente lo llama «Zungrana» (de «zugu», cabeza, y «rana», maestro).

## Historia legendaria
El nacimiento de Ouédraogo está ligado a la leyenda de la princesa guerrera Yennenga. Existen, sin embargo, varias versiones; aunque todas lo hacen descendiente de la princesa Yennenga, esta última es citada más a menudo como su madre, o más raramente como su abuela.
Ansiosa por encontrar el amor, Yennenga abandona la tierra de su padre montando su semental, que la toma de la mano y la lleva a una cabaña en el fondo de un bosque, donde vive un cazador de elefantes llamado Riale, o Raogo. Aceptando la hospitalidad del cazador, se une a él y da a luz a Ouédraogo, o Massom según la versión que hace de Ouédraogo el nieto de Yennenga1. Según esta última versión, Massom da a luz a Ouédraogo con una joven desconocida, y muere poco después del nacimiento de su hijo.
Yennenga aprende de Ouédraogo el arte de la equitación, la caza y la guerra mediante el uso del arco y la jabalina. Riale le enseña a cazar animales grandes como elefantes, leopardos y leones. Esta doble enseñanza permitió a Ouédraogo convertirse en un guerrero consumado.
Por iniciativa de su madre, fundó el reino de los mossis, del que Yennenga se convirtió en reina regente. Le sugirió que visitara a su abuelo, el rey Nedega del reino de Dagomba, cuando tenía 15 años de edad, pero con la reputación de ser tan fuerte como un hombre de 30 años gracias al entrenamiento que había recibido. Va allí con una pequeña caballería: Nedega está tan contento de verlo que le proporciona 50 vacas, 4 caballos y muchos otros jinetes para que se unan a su ejército.
Con este ejército, Ouédraogo unió a las diferentes etnias de los Bousansi, afirmó su condición de rey y fundó la ciudad de Tenkodogo.
Se casa con la reina Pouiriketa, con quien tiene tres hijos: Rawa, Diaba Lompo, y Zoungrana.. Murió por una flecha recibida en el pecho durante una batalla contra los Bousansi. Su hijo Zoungrana le sucedió después de su muerte, a la cabeza del reino de Tenkodogo.

## Patrimonio
Se considera que Ouédraogo es el antepasado y fundador del pueblo mossi, el mayor grupo étnico de Burkina Faso. Instigador de un imperio milenario, la jerarquía que estableció ha permanecido inalterada hasta el día de hoy. 1 Su nombre es también uno de los apellidos más difundidos en Burkina Faso.